# Бої за Родакове
Бої за Родакове — бойові дії 5-ї Української армії РСЧА проти частин німецької 91-ї дивізії, який відбувся 24—25 квітня 1918 року.
На 24 квітня 1918 року значна частина збройних сил ДКР зосередилася в Луганському районі, поступово витягаючи уздовж залізниці на Міллерове і на лиху. Евакуація ДКР з Луганська ще не була закінчена. Ворошилов, зосередивши головні сили 5-ї Української армії в районі Родакове і Луганська, вирішив дати тут відсіч противнику. За його ініціативи на станції Родакове було скликано нараду командирів всіх окремих загонів, які входили і не входили до складу 5-ї Української армії. На цій нараді Ворошилов був обраний командувачем 5-ї Української армії, до складу якої влилося численні загони інших українських армій.
На ранок очікувався наступ німецьких частин. Ворошилов вже пізно вночі закінчував формування штабу і віддачу розпоряджень по обороні Луганська. Начальником штабу армії Ворошилов призначив М. О. Руднєва. На 12 годину 25 квітня частини Ворошиловської армії зайняли позиції на висотах у Родакове. Білогвардійці і німці значними силами піхоти і артилерії о 2 годині дня атакували частини 5-ї армії з заходу і потіснили їх, обійшовши справа, з боку р. Лугань. Але Ворошилов, який перебував на початку бою в Луганську, де організував евакуацію органів влади і майна ДКР, наспів до критичного моменту бою і організував контрудар по противнику. До 18:00 правий фланг 5-ї армії контратакою звернув противника в панічну втечу. Німецькі війська зазнали великих втрат людьми, залишили 2 батареї, 20 кулеметів, 2 аероплани і відступили на 11 км на захід від Родакового. У цьому бою проявив особливу стійкість 1-й Луганський соціалістичний загін, що діяв на правому фланзі, і Полтавський загін з артилерією.
26 квітня внаслідок глибокого обходу другою німецькою колоною з півдня частини 5-ї армії змушені були відступити, а потім вночі покинули і місто Луганськ. Ешелони Донецької республіки пішли на Міллерово.

## Участь в бою Донецької групи Армії УНР
У своїх спогадах «В кільці»  більшовик Д. Клочко писав в 1922 році, що в боях за Родакове-Луганськ брали участь «гайдамаки». Якщо це твердження відповідає дійсності то з упевненістю можна сказати що в цьому бою брали участь частини Донецької групи Армії УНР під командуванням Сікевича.